# René Hirsch
René Hirsch, né le 12 mars 1908 à Neuilly-sur-Seine et mort le 8 août 1995 à Igny, est un ingénieur agronome et ingénieur aéronautique français.